# Arrondissement de Steinau

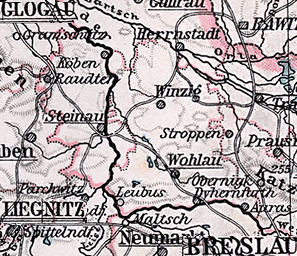
L'arrondissement de Steinau, 1905

L'arrondissement de Steinau est un arrondissement prussien de Silésie qui a existé de 1742 à 1932. La ville de Steinau-sur-l'Oder donne son nom et est le siège de l'arrondissement. La majeure partie de l'ancien territoire de l'arrondissement appartient désormais au powiat de Lubin  dans la voïvodie polonaise de Basse-Silésie.

## Géographie
L'arrondissement se trouve en Basse-Silésie sur l'Oder, à environ 55 km au nord-ouest de Breslau, 30 km au nord-est de Liegnitz et 35 km au sud-est de Glogau. La majorité du territoire de l'arrondissement se trouve sur la rive gauche (ouest) de l'Oder. La frontière avec la Pologne à Rawitsch est à environ 25 km au nord-est de Köben. Les trois villes de Köben-sur-l'Oder, Raudten et Steinau-sur-l'Oder font partie de l'arrondissement. Le territoire de l'arrondissement est bordé au nord-est par l'arrondissement de Guhrau, à l'est à l'arrondissement de Wohlau (de), au sud à l'arrondissement de Liegnitz, au sud-ouest à l'arrondissement de Lüben et au nord-ouest à l'arrondissement de Glogau.

## Histoire
Après la conquête de la majeure partie de la Silésie par la Prusse en 1741, les structures administratives prussiennes sont introduites en Basse-Silésie par l'ordre du cabinet royal du 25 novembre 1741 Celles-ci comprennent la création de deux chambres de guerre et de domaine à Breslau et Glogau ainsi que leur division en arrondissements et la nomination d'administrateurs d'arrondissements le 1er janvier 1742.
Dans la principauté de Wohlau (de), l'une des sous-principautés silésiennes, les faubourgs prussiens de Steinau-Raudten et Wohlau sont transformés en arrondissements prussiens de Raudten, Steinau et Wohlau (de). Christoph Gotthard von Kreckwitz est nommé premier administrateur de l'arrondissement de Steinau-Raudten. L'arrondissement de Steinau-Raudten est subordonné à la Chambre de guerre et de domaine de Breslau. La partie "Raudten" du nom est abandonnée à la fin du XVIIIe siècle. Au cours des réformes Stein-Hardenberg en 1815, l'arrondissement de Steinau est rattaché au district de Breslau dans la province de Silésie
Lors de la réforme des arrondissements du 1er janvier 1818 dans le district de Breslau, l'arrondissement de Steinau reçoit le village de Beitkau de l'arrondissement de Glogau, ainsi que la ville de Köben et les villages de Brödelwitz, Guhren, Köben Dorf, Läskau, Mühlgast, Nahrungsmittelrschütz, Radschütz et Ristitz de l'arrondissement de Guhrau. Les villages d'Herrndorf, Merschwitz et Polack se sont transférés de l'arrondissement de Steinau à l'arrondissement de Lüben.
Le 8 novembre 1919, la province de Silésie est dissoute et la nouvelle province de Basse-Silésie est formée à partir des districts de Breslau et de Legnica . Le 30 septembre 1929, tous les districts de domaine de l'arrondissement de Steinau sont dissous et attribués aux communes voisines conformément à l'évolution du reste de l'État libre de Prusse.
Le 1er octobre 1932, l'arrondissement de Steinau est dissous :
- La commune de Rostersdorf est intégrée à l'arrondissement de Glogau.
- La ville de Raudten et les communes d'Alt Raudten, Brodelwitz, Gaffron, Queissen, Mlitsch, Ober Dammer, Töschwitz et Zedlitz sont intégrées à l'arrondissement de Lüben.
- La plus grande partie de l'arrondissement avec toutes les autres communes est intégrée à l'arrondissement de Wohlau [2].

## Évolution de la démographie
| Année | Habitants | Source |
| ----- | --------- | ------ |
| 1795  | 16 259    | [ 3 ]  |
| 1819  | 18 315    | [ 4 ]  |
| 1846  | 24.219    | [ 5 ]  |
| 1871  | 24 200    | [ 6 ]  |
| 1885  | 24 924    | [ 7 ]  |
| 1900  | 23 398    | [ 8 ]  |
| 1910  | 23 893    | [ 8 ]  |
| 1925  | 25 425    | [ 9 ]  |

## Administrateurs de l'arrondissement
Lest administrateurs de l'arrondissement de Steinau sont :
- 1742–174800Christoph Gotthard von Kreckwitz (de)
- 1751–175900Hanns Caspar von Stosch (de)
- 1764–179400George Sigismund von Unruh (de)
- 1794–180000Johann Rudolph von Skrbensky (de)
- 1800–180600Wolfgang Gustav von Wechmar (de)
- 1811–181800Carl von Hugo
- 1821–000000von Meyer
- 0000–185100Karl von Wechmar
- 1851–185600Oskar von Heydebrand und der Lasa (de)
- 1858–187700August von Liebermann
- 1878–188900von Loeper
- 1891–189400Georg Strutz (de)
- 1895–192000Otto von Schuckmann (de)
- 1920–192300Emil von Wedel
- 1924–193200Hans Bertuch (de)

## Communes
L'arrondissement de Steinau comprend en dernier lieu trois villes et 51 communes :
| - Alt Raudten - Bartsch-Kulm - Bielwiese - Borschen - Brodelwitz - Brödelwitz - Dammitsch - Deichslau - Dieban - Gaffron - Großendorf - Guhren - Gurkau - Hochbauschwitz - Ibsdorf - Jürtsch - Kammelwitz - Klieschau | - Köben-sur-l'Oder, ville - Kreischau - Kulmikau - Kunzendorf - Lampersdorf - Lehsewitz - Mittel Nieder Dammer - Mlitsch - Mühlgast - Nährschütz - Neudorf b. Steinau - Nistitz - Ober Dammer - Ölschen - Porschwitz - Preichau - Pronzendorf - Queißen | - Rädlitz - Radschütz - Ransen - Raudten, ville - Rostersdorf - Steinau-sur-l'Oder, ville - Steudelwitz - Tarxdorf - Thauer - Thielau - Thiemendorf - Töschwitz - Urschkau - Waldheim - Wandritsch - Weißig - Zechelwitz - Zedlitz |

Incorporations jusqu'en 1908
- Bartsch, avant 1908 à Bartsch-Kulm
- Beitkau, avant 1908 à Gaffron
- Gäblitz, avant 1908 à Klieschau-Gäblitz
- Geissendorf, le 13 avril 1909 à Steinau
- Georgendorf Ier, le 8 septembre 1902 à Steinau
- Georgendorf II, le 8 septembre 1902 à Steinau
- Groß Gaffron, avant 1908 à Gaffron
- Petit Gaffron, avant 1908 à Gaffron
- Klein , avant 1908 à Klieschau-Gäblitz
- Köben, communauté rurale, 1907 à la ville de Köben
- Kulm, avant 1908 à Bartsch-Kulm
- Mittel Dammer, avant 1908 à Mittel Nieder Dammer
- Nieder Dammer, avant 1908 à Mittel Nieder Dammer